# Nanorana gammii
Nanorana gammii är en groddjursart som först beskrevs av Anderson 1871.  Nanorana gammii ingår i släktet Nanorana och familjen Dicroglossidae. Inga underarter finns listade i Catalogue of Life.